# Szász Zoltán (történész)
Szász Zoltán (Kolozsvár, 1940. október 26. –)  magyar történész, az MTA köztestületi tagja, címzetes egyetemi tanár, a történettudomány kandidátusa (1988).

## Kutatási területei
- A 19–20. századi nemzetiségi kérdés Kelet-Európában
- Az 1848 utáni Magyarország politikai és társadalomtörténete különös tekintettel Erdélyre, a románokra
- Az új- és legújabbkor technikatörténete

## Életpályája
Az MTA Bölcsészettudományi Kutatóközpont Történettudományi Intézet nyugalmazott tudományos tanácsadója. 

## Publikációi
Szász Zoltán publikációs listája
Közreműködött – többek között – A magyarok krónikája című kiadvány térképeinek elkészítésében.  Szerkesztője volt, másokkal együtt, az Erdély története című háromkötetes műnek.

## Szervezeti tagságai
- Történettudományi Bizottság
- Magyar–Osztrák Történész Vegyesbizottság
- Magyar–Román Történész Vegyesbizottság (elnök)
- Magyar Történelmi Társulat

## Díjai, elismerései
- Munka Érdemrend ezüst fokozat (1983)